# ADEN top
Royal Small Arms Factory ADEN je britanski 30mm avtomatski revolverski top, ki se uporablja na vojaških letalih. V uporabo je vstopil leta 1954 na lovcu Hawker Hunter. 

## Uporaba
- A-4S Skyhawk
- English Electric Lightning
- Folland Gnat (in HAL Ajeet)
- Hawker Hunter
- Gloster Javelin
- Saab 32 Lansen
- Saab 35 Draken
- SEPECAT Jaguar
- Supermarine Scimitar
- CAC Sabre

## Specifikacije
- Tip: avtomatski top
- Kaliber: 30 mm × 113 mm
- Delovanje: revolver
- Dolžina: 1,64 m
- Teža: 87,1 kg
- Hitrost streljanja: 1200 - 1700 nabojev/min
- Hitrost na ustju: 790 m/s
- Teža projektila: 220 g